# Xian de Guan
Pour les articles homonymes, voir Guan.
Le xian de Guan (冠县 ; pinyin : Guàn Xiàn) est un district administratif de la province du Shandong en Chine. Il est placé sous la juridiction de la ville-préfecture de Liaocheng.

## Démographie
La population du district était de 730 300 habitants en 1999.